# Миткевич Гурій Васильович
Митке́вич Гу́рій Васи́льович (*15 листопада (27 листопада) 1860 — †24 лютого (9 березня) 1906) — офіцер Російського імператорського флоту XIX ст., капітан II рангу.

## Життєпис
Народився 15 листопада 1860 р. Походив зі спадкових дворян Чернігівської губернії. 
Навчався до шостого класу у Чернігівській класичній чоловічій гімназії. Закінчив Морський кадетський корпус, Миколаївську морську академію (у 1884 р.). 
Служив на Балтійському флоті, у Тихоокеанській і Каспійській ескадрах. Брав участь у Російсько-турецькій війні 1877–1878 рр. Кілька разів брав у часть у далеких плаваннях — зокрема, у 1880–1881 рр. здійснив навколосвітню подорож на фрегаті «Мінін». Очолюючи артилерію кораблів російського флоту, брав участь у придушенні повстання на Криті. Деякий час був старшим офіцером на панцернику «Імператор Олександр II», перший командир міноносного військового пароплава «Астрабад» (1900–1905 рр.).
Завідував військово-морською станцією «Астрабад» (1901–1905 рр.), що охороняла узбережжя Персії (Ірану). Займався вищою математикою. 
Вбитий (застрелився) 24 лютого (9 березня) 1906 р. у Лібаві. Похований на Петропавлівському кладовищі м.Чернігів.

## Нагороди
- Орден Св. Володимира IV ступеня з бантом (22.09.1902)
- Орден Св. Анни II ступеня (06.12.1901)
- орден Св. Анни III ступеня (01.01.1893)
- Орден Св. Станіслава II ступеня (06.12.1896)
- орден Св. Станіслава III ступеня (1887)
- медаль «В пам'ять Російсько-турецької війни 1877–1878» (1878)
- медаль «В пам'ять царювання імператора Олександра III» (1896)
- медаль «За працю по проведенню 1-го загального перепису населення» (1897)

Іноземні нагороди:
- Командор ордену князя Даниїла Першого (11.01.1899)
- Золота зірка III ступеня ордену Благородної Бухари (24.09.1901)